# Barbacenia lilacina
Barbacenia lilacina är en enhjärtbladig växtart som beskrevs av Goethart och Johannes Jan Theodoor Henrard. Barbacenia lilacina ingår i släktet Barbacenia och familjen Velloziaceae.

## Underarter
Arten delas in i följande underarter:
- B. l. lilacina
- B. l. pallidiflora